# Minnesota Timberwolves 2008-2009
La stagione 2008-09 dei Minnesota Timberwolves fu la 20ª nella NBA per la franchigia.
I Minnesota Timberwolves arrivarono quarti nella Northwest Division della Western Conference con un record di 24-58, non qualificandosi per i play-off.

## Roster
| N° | Naz.                   | Ruolo | Sportivo          | Anno | Alt. | Peso |
| -- | ---------------------- | ----- | ----------------- | ---- | ---- | ---- |
| 1  | Stati Uniti (bandiera) | G     | Bobby Brown       | 1984 | 188  | 79   |
| 1  | Stati Uniti (bandiera) | A     | Rashad McCants    | 1984 | 193  | 94   |
| 3  | Stati Uniti (bandiera) | G     | Sebastian Telfair | 1985 | 183  | 75   |
| 4  | Stati Uniti (bandiera) | A     | Randy Foye        | 1983 | 193  | 95   |
| 5  | Stati Uniti (bandiera) | GA    | Craig Smith       | 1983 | 201  | 113  |
| 8  | Stati Uniti (bandiera) | A     | Ryan Gomes        | 1982 | 201  | 113  |
| 10 | Stati Uniti (bandiera) | A     | Rodney Carney     | 1984 | 201  | 93   |
| 12 | Stati Uniti (bandiera) | G     | Kevin Ollie       | 1972 | 193  | 88   |
| 14 | Stati Uniti (bandiera) | A     | Brian Cardinal    | 1977 | 203  | 111  |
| 22 | Stati Uniti (bandiera) | A     | Corey Brewer      | 1986 | 206  | 84   |
| 23 | Stati Uniti (bandiera) | A     | Shelden Williams  | 1983 | 206  | 113  |
| 25 | Stati Uniti (bandiera) | A     | Al Jefferson      | 1985 | 208  | 120  |
| 33 | Stati Uniti (bandiera) | A     | Mike Miller       | 1980 | 203  | 99   |
| 34 | Stati Uniti (bandiera) | C     | Jason Collins     | 1978 | 213  | 116  |
| 35 | Stati Uniti (bandiera) | A     | Mark Madsen       | 1976 | 206  | 109  |
| 42 | Stati Uniti (bandiera) | A     | Kevin Love        | 1988 | 208  | 118  |
| 52 | Stati Uniti (bandiera) | C     | Calvin Booth      | 1976 | 211  | 104  |

## Staff tecnico
- Allenatori: Randy Wittman (4-15) (fino all'8 dicembre)[1], Kevin McHale (20-43)
- Vice-allenatori: J.B. Bickerstaff, Dean Cooper, Ed Pinckney, Jerry Sichting
- Vice-allenatore/scout: Brent Haskins